# Lista do Património Cultural Imaterial da Humanidade em Cabo Verde

A Organização das Nações Unidas para a Educação, a Ciência e a Cultura (UNESCO) propôs um plano de proteção ao patrimônio cultural do mundo, através da Convenção sobre o Patrimônio Cultural Imaterial da Humanidade, cujo processo de implementação teve início em 1997 e foi oficializado em 2003. Esta é uma lista do Patrimônio Cultural Imaterial existente em Cabo Verde, especificamente classificada pela UNESCO visando catalogar e proteger manifestações da cultura humana no país. Cabo Verde ratificou a convenção em 6 de janeiro de 2016, tornando suas manifestações culturais elegíveis para inclusão na lista.
A manifestação cultural Morna, a prática musical de Cabo Verde foi a primeira manifestação de Cabo Verde incluída na lista do Patrimônio Cultural Imaterial da UNESCO por ocasião da 14.ª Sessão do Comitê Intergovernamental para a Proteção do Patrimônio Cultural Imaterial da Humanidade, realizada em Bogotá (Colômbia) em 2019. Desde então, esta é a única manifestação cultural de Cabo Verde classificada como Patrimônio Cultural Imaterial.

## Bens imateriais
Cabo Verde conta atualmente com as seguintes manifestações declaradas como Patrimônio Cultural Imaterial pela UNESCO:
| | Morna, a prática musical de Cabo Verde |
| Bem imaterial inscrito em 2019. |                                        |
| Morna, prática musical de Cabo Verde é uma prática musical e coreográfica tradicional cabo-verdiana com acompanhamento instrumental que incorpora voz, música, poesia e dança. A morna pode ser cantada ou tocada apenas com instrumentos, principalmente cordofones, incluindo o violão, o violino, o violão de dez cordas, substituído pelo cavaquinho no século XX, e o cavaquinho. Vários outros instrumentos foram agora introduzidos – como o piano, a percussão e o baixo – mas a guitarra continua a ser o instrumento preferido. A poesia lírica pode ser improvisada, com temas como o amor, a partida, a separação, o reencontro, a saudade, o mar e a pátria. Enquanto no passado as letras eram compostas também em português, hoje em dia é composta principalmente em crioulo cabo-verdiano. Portadores e praticantes do elemento incluem instrumentistas, cantores, poetas e compositores, que executam, divulgam e transmitem a prática para as gerações mais jovens. Atualmente, alguns portadores também estão abrindo centros de ensino e, como gênero, a Morna também é praticada por grupos formais. A Morna é um aspecto fundamental da vida social e cultural cabo-verdiana, uma vez que se apresentou em eventos importantes da vida, como casamentos, batizados e reuniões familiares. A transmissão tem sido feita pela comunidade, através de oficinas, programas de rádio, performances, festivais e o concurso musical intitulado "Todo Mundo Canta", que acontece em todas as ilhas. (UNESCO/BPI) |                                        |